# Triple Crown Records
Triple Crown Records ist eine 1997 in New York City von Fred Feldman gegründete Plattenfirma, die sich auf alle Variationen der Rockmusik spezialisiert hat. Das Unternehmen ist eine Tochterfirma des Labels East West Records, das wiederum der Warner Music Group untergeordnet ist.
Den weltweiten Vertrieb übernimmt die Alternative Distribution Alliance (ADA).
Zu den bekanntesten Künstlern, die bei Triple Crown unter Vertrag standen, sind unter anderem Brand New, The Receiving End of Sirens, The Dear Hunter, As Tall as Lions und 25 Ta Life zu nennen. Derzeit stehen unter anderem From Indian Lakes, Caspian, You Blew It!, Sorority Noise und Into It. Over It. bei Triple Crown unter Vertrag.

## Veröffentlichungen (Auswahl)
- 25 Ta Life – Friendship, Loyalty, Commitment (1999)
- As Tall as Lions – Lafcadio (2004)
- Brand New – The Devil And God Are Raging Inside Me (2010)
- McCafferty – Yarn (2018)
- Caspian – Dust And Disquiet (2015)
- The Dear Hunter – Act III: Life And Death (2009)
- Kevin Devine – Split The Country, Split The Street (2005)
- Fight Fair – California Kicks (2010)
- From Indian Lakes – Able Bodies (2016)
- The Gay Blades – Ghosts (2009)
- Hot Rod Circuit – Been There, Smoked That (Compilation, 2002)
- King Django – Roots & Culture (1998)
- Moving Mountains – Moving Mountains (2013)
- No Redeeming Social Value – 40 Oz of Hardcore (1999)
- The Receiving End of Sirens – Between The Heart And The Synapse (2005)
- Sorority Noise – YNAAYT (2018)
- Skarhead – NY Thugcore The Hardcore Years 1994-2000 (Compilation, 2000)
- Tiny Moving Parts – Swell (2018)
- You Blew It! – Abendrot (2016)